# أحمد بوشيخي
أحمد بوشيخي (بالفرنسية: Ahmed Bouchikhi)‏ ـ (ولد بالمغرب سنة 1940 وقُتل في ليلهامر بالنرويج في 21 يوليو 1973) هو نادل من أصل مغربي (كان يحمل جواز سفر مغربيًا) اغتاله عملاء الموساد في 21 يوليو 1973 بمدينة ليلهامر بالنرويج عن طريق الخطأ ظنا منهم بأنه علي حسن سلامة الذي يعتقد أنه المدبر الأول لعملية ميونخ عام 1972 (قضية ليلهامر). بوشيخي هو شقيق عازف الجيتار الفرنسي تشيكو بوشيخي، أحد مؤسسي فريق جيبسي كينغ.

## اغتياله
بعد أن راقب فريق الاغتيال (المسمى كيدون) الشاب المغربي أطلقوا عليه أربع عشرة رصاصة في شارع عام وأمام زوجته الحامل لدى خروجهما معًا من إحدى دور السينما.

## القبض على فريق الاغتيال
عقب عملية الاغتيال ألقت السلطات النرويجية القبض على ستة من المتهمين أثناء محاولتهم الخروج من البلاد وحوكموا وحُكم عليهم بالسجن لسنوات مختلفة (تراوحت بين عام وخمسة أعوام ونصف العام).
كان اثنان من عملاء الموساد المتورطين في الاغتيال (وهما دان إيرت وماريان غلادنيكوف) قد استأجرا سيارة باسميهما الحقيقيين، وبعد أن أوقفتهما الشرطة النرويجية أثناء استقلالهما سيارة متجهين إلى مطار أوسلو، وبعد استجوابهما، أرشدا عن المنزل الذي وجد به القتلة الأربعة الآخرون.
وكانت إحدى أعضاء فريق الاغتيال تستخدم جواز سفر كنديًا يخص سيدة تدعى باتريشيا روكسبورو كانت قد أبلغت عن سرقته سابقًا في مونتريال.

## تعويض أسرة بوشيخي
أنكرت إسرائيل في البداية مسؤوليتها عن الحادث، غير أنه تبين فيما بعد أن الحكومة الإسرائيلية وافقت في فبراير 1996 على تعويض أسرة أحمد بوشيخي نظير القتل الخطأ.

## فشل الموساد في ليلهامر
برغم أن جهاز الموساد حقق الكثير من العمليات الناجحة في عام 1973 إلا أنه إرتكب الكثير من الأخطاء أثناء حربه الامنية مع الفلسطينين، يقول رونين بيرغمان الخبير المقرب من الموسسة الأمنية الإسرائيلية أن جهاز الموساد نفّذ خلال أربعة عشر شهرا التي سبقت وتلت عملية فردان أكثر من خمسين عملية أمنية  ، استهدفت قادة العمل الوطني الفلسطيني من اغتيال ومحاولة اغتيال وتصفية، ولم يعلن إلا عن خمس وعشرون عملية، وهناك الكثير من الضحايا الذين قضوا في تلك العمليات ولم يعرف حتى الآن أنهم كانوا ضحايا لعمليات الاغتيال من قبل فريق كيدون، بالعودة إلى الإخفاقات التي وقع بها جهاز الموساد، فإن اكتشاف أبو باسل لعملية تصوير منزله دفعته لإبلاغ الأمن العام اللبناني وهذا يعتبر الإخفاق الأول، ثم تلاه محاولة أورلخ لوسبرخ خطف جول مسعد قنصل ألمانيا الغربية في مدينة طرابلس (لبنان)  ومحاولة لوسبرخ إلصاق التهمة بسعيد السبع أنه وراء خطف القنصل أو قتله في محاولة من جهاز الموساد لافتعال مشاكل بين منظمة التحرير الفلسطينية والحكومة الألمانية خاصة أن هذه المحاولة جاءت بعد عملية ميونخ الشهيرة، ومن ثم إقدامه على تدبير عملية خطف نفسه بالتعاون مع ثلاثة لبنانيين وخطيبته جميلة معتوق، وإصدار بيان باسم منظمة وهمية كان قد أنشائها في طرابلس تحمل اسم منظمة ميونخ 72 تتبنى عملية خطفه وتطالب الحكومة الألمانية بدفع مبلغ 15 مليون ليرة لبنانية، في محاولة أخرى من جانبه لاتهام سعيد السبع أنه وراء عملية خطفه بسبب موقف الحكومة الألمانية المتماهي مع الإسرائليين خلال تنفيذ عملية ميونخ، فتم اعتقاله من قبل النقيب عصام أبو زكي، واعترف أمامه أنه كان مشاركا في عملية فردان وأنه كان يراقب منزل سعيد السبع تمهيداً لاغتياله، جميع هذه الإخفاقات ودور بعض الجهات الأمنية اللبنانية والأطراف الفلسطينية التي كانت على تعاون وتنسيق مع شبكة أورلخ لوسبرخ والذي كان يتلقى التمويل عبر جهات فلسطينية في لبنان وتحويلات بنكية من سويسرا وألمانيا عبر بنك علي جمال في بيروت، الجهات الفلسطينية المتورطة معه سهّلت دخوله إلى مخيم البداوي في شمال لبنان لتدريب عناصر الكفاح المسلح الفلسطيني، كل هذا المعطيات والإعترافات ظهرت بعد اعتقال عصام أبو زكي له في سير الضنية فتم تكليف إبراهيم البطراوي مسوؤل الكفاح المسلح في شمال لبنان الاتصال مع عصام أبو زكي ومحاولة التوسط لديه للإفراج عن أورلخ وإغلاق ملفه، بحجة أنه مناضل أممي مناصر للقضية الفلسطينية، لكن النقيب أبو زكي أبلغ المسوؤل الفلسطيني أن ملف أورلخ أصبح في المحكمة العسكرية و أنه اعترف بمشاركته في عملية فردان، ومراقبته لمنزل سعيد السبع تمهيدا لاغتياله، كما أنه اعترف لدى المحكمة أنه نقيب في الجيش الإسرائيلي واسمه الحقيقي حاييم روفيل.
اعترافات الجاسوس أورلخ لوسبرخ اسمه الحقيقي داني ياتوم وافتضاح دوره وشبكاته دفعت جهاز الموساد لتنفيذ عملية اغتيال أحمد بوشيخي بمدينة ليلهامر في بالنرويج يوم 21 يوليو 1973 أي بعد عشرة أيام من اعتقال حاييم روفيل في قرية حقل العزيمة بسير الضنية، وأعلنت إسرائيل من تل أبيب أنها قتلت علي حسن سلامة مسوؤل القوة 17 لدوره في عملية ميونخ مع ا6ن صلاح خلف أكّد أن لا دور له في عملية ميونخ أبداً، إسرائيل التي أعلنت أنها أخطأت الهدف بقتل بوشيخي [الموساد الإسرائيلي.. هكذا قمنا باغتيال المغربي أحمد بوشيخي  الذي يشبه أبو حسن سلامة ، كان هدفها التستّر على دور أطراف عديدة انكشفت في طرابلس وفردان، فمن يدقق في صور الشخصيتين علي حسن سلامة وأحمد بوشيقي لا يجد أن هناك تشابه بين الاثنين، كما أنه من المعروف عن جهاز الموساد أنه يسكن بجانب الضحية قبل ستة أشهر على الأقل من تنفيذ جريمته، فيقوم برصد الضحية وأخذ العديد من الصور له ولعائلته وزوّاره، كما أنه يرسم مجسم لشقته، كما حدث في فردان حيث استأجر جهاز الموساد عدة شقق حول منزل القادة الثلاثة، وهذا ما حدث عند محاولة اغتيال سعيد السبع، فقد استأجر الموساد عدد من الشقق حول منزله وفوق شقته، ولا يمكن أن يقوم جهاز محترف بحجم وكفاءة الموساد بتصفية شخص لمجرد تشابه كما يدعي، الشيء الآخر الملفت، هل من المعقول أن يسافر رئيس جهاز أمني فلسطيني إلى قرية ليلهامر النرويجية ليعمل في فندق ويتنكر بشخصية نادل مغربي ويقوم بتقديم القهوة والشاي للزبائن؟ كارثة الموساد في ليلهامر لم تكن بسيطة، اعتقال ستة ضباط من جهاز الموساد في النرويج إضافة لإخفاقات الموساد في لبنان التي تكللت باعتقل حاييم رؤفيل في طرابلس، دفعت جولدا مائير لإصدار أوامرها بوقف العمليات الخارجية فورا، كما أن شبتاي شافيت قدّم استقالته إلى مدير الموساد تسفي زامير، لم يتوقف الأمر هنا بل أن مايك هراري مدير وحدة كيدوان قدّم استقالته أيضا، يعتبر شهر تموز من عام 1973 شهر الكوارث لجهاز الموساد، الذي أصبح يدرس في مناهجه خطأ طرابلس الذي تسبب باعتقال سبعة ضباط من وحدة كيدون.

## اغتيال علي حسن سلامة
في 22 يناير 1979 تمكّن عملاء الموساد من اغتيال علي حسن سلامة في بيروت بواسطة سيارة مفخخة.